# 白奚
白奚（1953年10月—），男，山西太谷人，中国古代哲学研究家。首都师范大学政法学院哲学系教授。

## 生平
1953年10月生于北京。原籍山西太谷。汉族。1978年考入兰州大学哲学系。1982年毕业留系任教，主讲哲学原理。1988年任讲师，主讲中国哲学史。1989年在职获武汉大学授予的中国哲学硕士学位。1992年考入复旦大学攻读博士学位。1995年获博士学位。1995年开始在首都师范大学工作，1998年始任东方文化研究所研究员。主要研究领域为中国古代哲学（尤其是先秦哲学）、中国传统思想文化与现代化。
1996年入选北京市教委拔尖创新创新人才计划。兼任《中国哲学史》杂志副主编。2008年开始享受国务院政府特殊津贴。

## 著作
著有《稷下学研究》、《先秦哲学沉思录》、《老子评传》等书籍。代表性论文有：《“仁”字古文考辩》、《儒家礼治思想的合理因素与现代价值》、《先秦黄老之学源流述要》、《孟子对孔子仁学的推进及其思想史意义》等。